# Celler Castell d'Encús
Castell Encús és un celler de Talarn, una empresa que comença el 2008 amb unes vinyes plantades el 2004 i que elabora vins de la Denominació d'Origen Costers del Segre.
Es practica l'agricultura orgànica i va ser el primer celler de l'estat espanyol que va funcionar amb geotèrmia.

## Història
Va ser fundat el 2001 per Raül Bobet. Al segle xii s'hi van instal·lar els monjos de l'orde dels hospitalers -de l'ordre de Sant Joan de Jerusalem—que van fer vi fins al segle xviii.Feien servir uns cups de pedra que funcionaven per gravetat, alguns dels quals s'han recuperat avui dia en l'elaboració del vi i la seva silueta està representada en el logotip del celler

## Vinyes
Disposa de 26 hectàrees plantades de vinya en la zona del despoblat de Castelló d'Encús, entre 800 i 1000 metres d'alçada i es cultiva pinot noir, petit verdot, sirà, merlot, cabernet franc i garnatxa negra (negres) i sauvignon blanc, sémillon, albarinyo, i riesling i cabernet sauvignon (blancs). També té 2 hectàrees a la Vall Fosca a uns 1250 metres d'alçada.

## Vins
Els vins que elabora Castell d'Encús estan al mercat amb les etiquetes Thaleia, Ekam o SO2 (blancs) i Quest, Thalarn i Acuso (negres). També elabora Taïka, un vi escumós ancestral. Un 65% de la producció s'exporta a tot el món destacant Àsia, Austràlia o el nord d'Europa. La guia Parker va atorgar 91 punts al Quest del 2011. Una part important de la producció s'exporta.